# Jerrold Tarog
Jerrold Tarog  est un cinéaste philippin, aussi compositeur, scénariste, monteur et concepteur sonore.

## Filmographie

### Comme réalisateur
- 2006 : Carpool
- 2007 : Confessional
- 2009 : Mangatyanan
- 2010 : Faculty
- 2010 : Senior Year
- 2010 : Shake Rattle and Roll 12
- 2011 : Agusan Marsh Diaries
- 2011 : Aswang
- 2011 : Shake Rattle Roll 13
- 2013 : Sana dati
- 2014 : Shake Rattle & Roll XV
- 2015 : Heneral Luna
- 2018 : Goyo: Ang Batang Heneral